# Robot militar

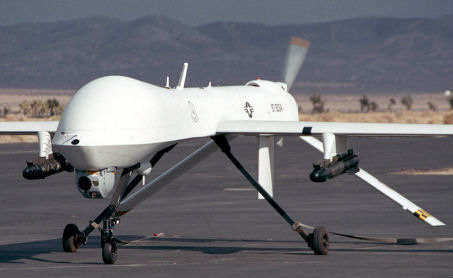
Un drone Predator Armado.

Los robots militares son robots autónomos o robots móviles de control remoto diseñados para aplicaciones militares, desde el transporte hasta la búsqueda y rescate y el ataque.[cita requerida]

## Historia

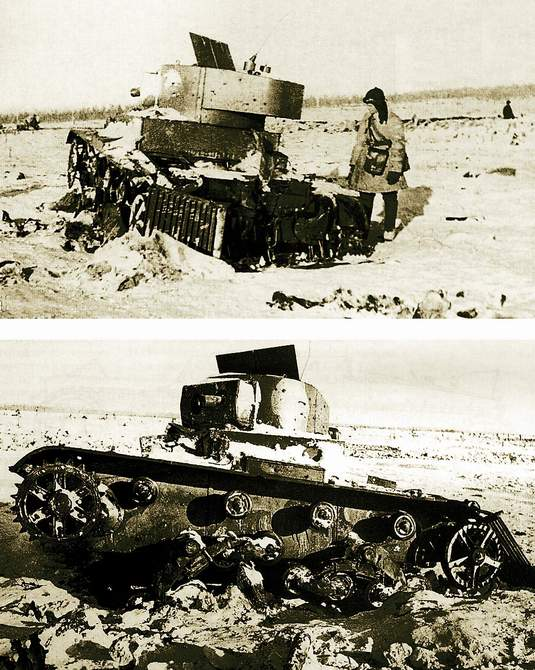
Teletanque soviético TT-26 destruido, febrero de 1940.

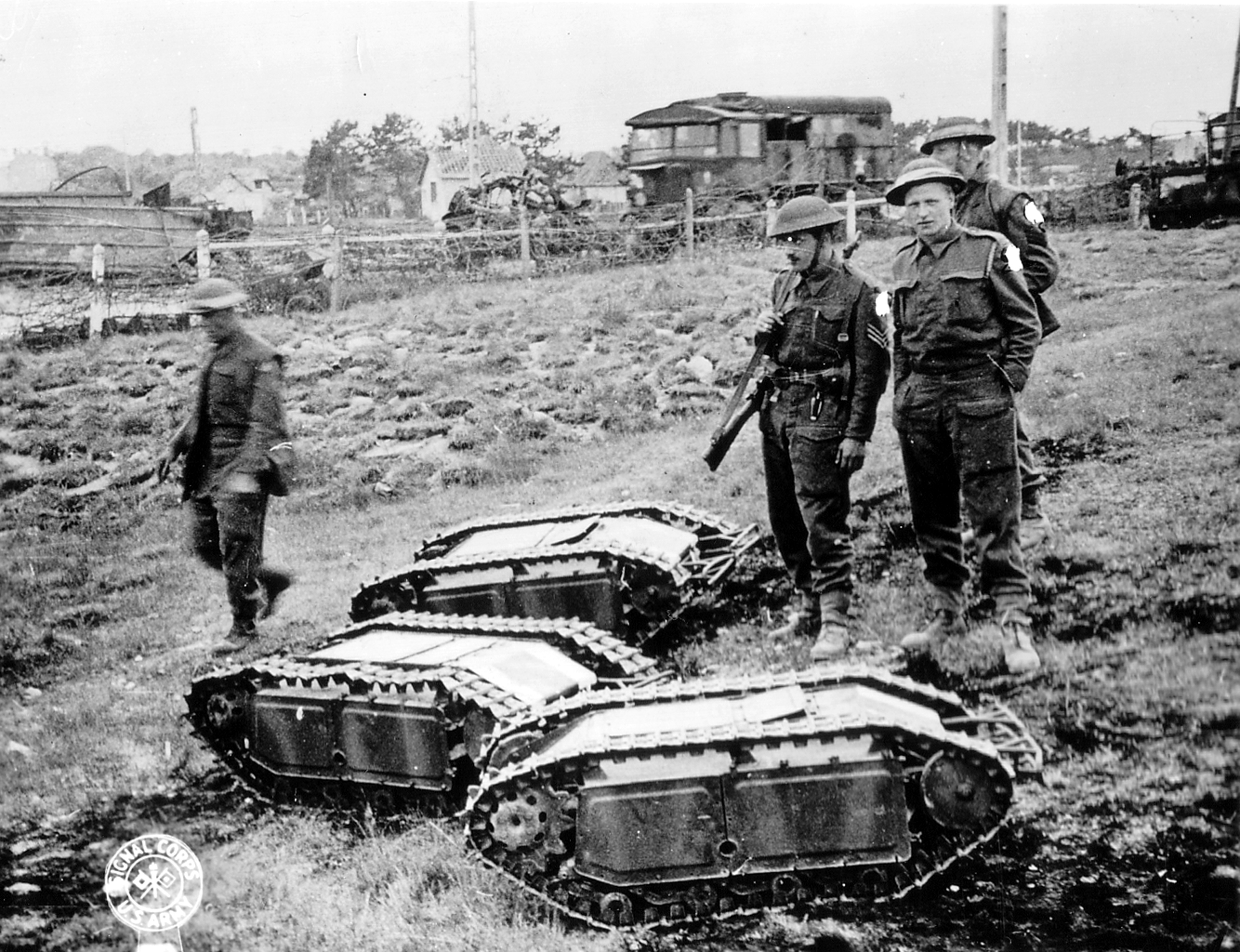
Soldados británicos con vehículos de demolición teledirigidos alemanes Goliath capturados (Batalla de Normandía, 1944).

Ampliamente definidos, los robots militares datan de la Segunda Guerra Mundial y la Guerra Fría, representados por el vehículo de demolición teledirigido Goliath alemán y los teletanques soviéticos. El vehículo aéreo no tripulado Predator MQB-1 hizo que "los oficiales de la CIA empezaran a ver los primeros resultados prácticos de su antigua fantasía de usar robots aéreos para recoger inteligencia".
El uso de robots en la guerra, aunque tradicionalmente un tema para la ciencia ficción, se está investigando como un posible futuro medio de luchar en las guerras. Ya varios robots militares han sido desarrollados por varios ejércitos.
Algunos creen que el futuro de la guerra moderna, será luchado por sistemas automatizados de armas. Los Estados Unidos están invirtiendo fuertemente en investigación y desarrollo para probar y desplegar sistemas cada vez más automatizados. El sistema más destacado actualmente en uso es el vehículo aéreo no tripulado (IAI Pioneer & RQ-1 Predator) que puede ser armado con misiles aire-tierra y operado remotamente desde un centro de mando en funciones de reconocimiento. DARPA organizó concursos en 2004 y 2005 para involucrar a empresas privadas y universidades para desarrollar vehículos terrestres no tripulados para navegar por terreno accidentado en el desierto de Mojave para un premio final de 2 millones.
La artillería ha visto una investigación prometedora con un sistema experimental de armas llamado "Dragon Fire II", que automatiza la carga de proyectiles y los cálculos balísticos necesarios para un disparo preciso predecible, proporcionando un tiempo de respuesta de 12 segundos a las solicitudes de fuego de apoyo. Sin embargo, se impide que las armas militares sean totalmente autónomas: requieren aportes humanos en ciertos puntos de intervención para asegurarse de que los objetivos no están dentro de áreas de disparo restringido como lo definen los Convenios de Ginebra para las leyes de guerra.
Se han realizado algunos progresos hacia el desarrollo de cazas y bombarderos autónomos. El uso de cazas y bombarderos autónomos para destruir objetivos enemigos es especialmente prometedor debido a la falta de entrenamiento requerido para los pilotos robóticos, los aviones autónomos son capaces de realizar maniobras que de otra manera no se podrían hacer con pilotos humanos (debido a la gran cantidad de fuerza g), los diseños de aviones no requieren un sistema de soporte vital, y la pérdida de un avión no significa la pérdida de un piloto. Sin embargo, la mayor desventaja de la robótica es su incapacidad para acomodarse a condiciones no estándar. Los avances en inteligencia artificial en un futuro próximo podrían ayudar a rectificar esto.

## Ejemplos

### En uso actual
- DRDO Daksh
- Elbit Hermes 450 (Israel)
- Goalkeeper CIWS
- IAIO Fotros (Irán)
- PackBot
- MARCbot
- RQ-9 Predator B
- Predator RQ-1
- TALON
- Samsung SGR-A1[4]
- Shahed 129 (Irán)

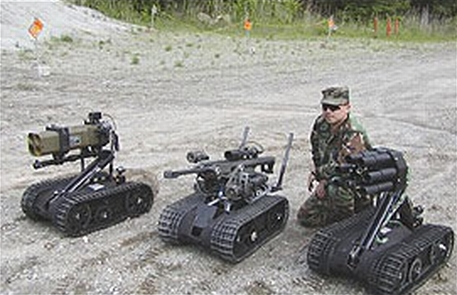
Unidades Foster-Miller TALON SWORDS equipadas con varias armas

- Gladiator Tactical Unmanned Ground Vehicle (usado por el Cuerpo de Marines de los Estados Unidos)

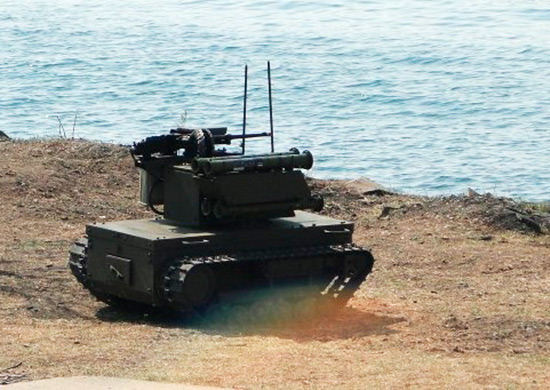
La variante Platforma-M del Multifuncional Utilidad/Combate/Soporte/Patrulla. producido en serie por el ejército ruso.

### En desarrollo
- US Mechatronics ha producido un arma automatizada de centinela de trabajo y actualmente se está desarrollando para uso comercial y militar.
- MIDARS, un robot de cuatro ruedas provisto de varias cámaras, radar y posiblemente un arma de fuego, que realiza automáticamente patrullas aleatorias o preprogramadas alrededor de una base militar u otra instalación gubernamental. Alerta a un supervisor humano cuando detecta movimiento en áreas no autorizadas u otras condiciones programadas. El operador puede entonces instruir al robot para que ignore el evento, o asuma control remoto para tratar con un intruso, o para obtener mejores vistas de cámara de una emergencia. El robot también analizará regularmente las etiquetas de identificación de radiofrecuencia (RFID) colocadas en el inventario almacenado a medida que pasa y reportará cualquier elemento que falte.
- Tactical Autonomous Combatant (TAC), descrito en el estudio de Project Alpha 'Efectos no tripulados: sacar al humano del bucle'[6]
- Autonomous Rotorcraft Sniper System es un sistema experimental de armas robóticas que está siendo desarrollado por el ejército estadounidense desde 2005.[7][8] Consiste en un rifle de francotirador operado remotamente conectado a un helicóptero autónomo no tripulado.[9] Está destinado para el combate urbano o para varias otras misiones que requieren francotiradores.[10] Las pruebas de vuelo están programadas para comenzar en el verano de 2009.
- El programa de investigación "Mobile Autonomous Robot Software" fue iniciado en diciembre de 2003 por el Pentágono, quien compró 15 Segways en un intento de desarrollar robots militares más avanzados.[11] El programa formó parte de un programa de 26 millones de dólares del Pentágono para desarrollar software para sistemas autónomos.[11]
- ACER
- Atlas (robot)
- Robot de asistente de extracción de campo de batalla
- Dassault nEUROn (UCAV francés)
- Dragón corredor
- MATILDA
- MULE (US UGV)
- R-Gator
- Ripsaw MS1
- SUGV
- Syrano
- Guerrero iRobot
- PETMAN
- Vehículo aéreo no tripulado Excalibur

## Véase también

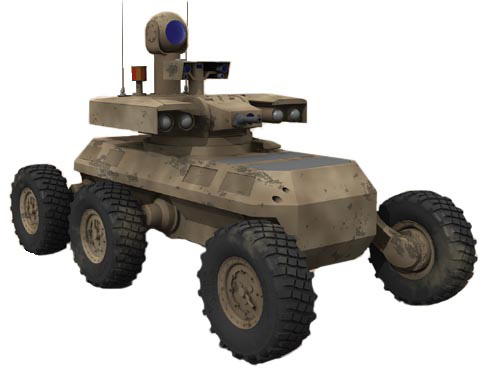
Variante del Vehículo Robótico Armado MULE. Imagen hecha por el Ejército de los Estados Unidos.

### Preocupaciones éticas y legales
- Gerhard Dabringer (Hg.), Ethica Themen: Ethical and Legal Aspects of Unmanned Systems. Interviews, Wien 2010
- Public Say It's Illegal to Target Americans Abroad as Some Question CIA Drone Attacks, according to Fairleigh Dickinson University PublicMind poll - 7 de febrero de 2013
- The future of warfare: Why we should all be very afraid (2014-07-21), Rory Tolan, Salon
- Archive on air wars, Geographical Imaginations
- Logical Limitations to Machine Ethics, with Consequences to Lethal Autonomous Weapons. Also discussed in: Does the Halting Problem Mean No Moral Robots?
- Robots in War: Issues of Risk and Ethics - 2009

### Organizaciones
- United States Joint Forces Command website: "Leading the transformation of the U.S. military"
- irobot.com, builder of the PackBot and the R-Gator systems
- Boston Dynamics, builder of BigDog

- Datos: Q1235833
- Multimedia: Military robots / Q1235833